# 威廉·彼得森
威廉·彼得森（瑞典語：Wilhelm Petersén，1906年10月2日—1988年12月11日），瑞典男子冰球运动员。他曾代表瑞典参加1928年和1936年冬季奥林匹克运动会冰球比赛，其中1928年冬季奥运会获得一枚银牌。